# Iosif Pervain
Iosif Pervain (n. 8 ianuarie 1915, Cugir, comitatul Hunedoara – d. 16 mai 1982, Cluj) a fost un istoric literar român, profesor la Universitatea din Cluj, unul dintre cei mai importanți cercetători ai Școlii Ardelene.

## Date biografice
- Cadru universitar la Universitatea din Cluj (din 1939).
- Șeful sectorului de istorie literară de la Institutul de Lingvistică și Istorie Literară „Sextil Pușcariu” din Cluj.
- Profesor universitar și șef de catedră la Facultatea de Filologie a Universității „Babeș-Bolyai” din Cluj (din 1958).
- Rector al Institutului Pedagogic din Oradea.

## Lucrări
- Studii de literatură română, Editura Dacia, Cluj, 1971;
- Corespondența lui Al. Papiu Ilarian (scrisori, documente, memorii, note), vol. I-II, Editura Dacia, Cluj, 1972 (împreună cu Ioan Chindriș);
- George Barițiu și contemporanii săi, vol. I-X, Editura Minerva, București, 1973-2003 (coordonator împreună cu Ștefan Pascu);
- Românii în periodicele germane din Transilvania, vol. I (1778-1840), Editura Științifică și Enciclopedică, București,  1977; vol. II (1841-1860), Editura Științifică și Enciclopedică, București, 1983 (împreună cu Aurel Sasu și Ana Ciurdaru);
- Istoria literaturii române (tratatul), vol. I-III, Editura Academiei, București, 1964-1973 (coordonator, în colaborare);
- Secvențe preromantice [teză de doctorat], ediție îngrijită de Alin-Mihai Gherman, Editura Clusium, Cluj-Napoca, 1999.